# Don't Be Dumb
Don't Be Dumb é o próximo quarto álbum de estúdio do rapper americano ASAP Rocky. O lançamento está previsto para o 2025, através das gravadoras ASAP Worldwide, Polo Grounds Music e RCA Records. O álbum é precedido pelos singles "Highjack", com participação de Jessica Pratt, "Tailor Swif", e "Ruby Rosary", com participação de J. Cole.
O álbum contará com uma lista "estelar" de produtores, incluindo Pharrell Williams, Mike Dean, Madlib, Metro Boomin e The Alchemist, entre outros, e possíveis participações especiais de Jessica Pratt, J. Cole, Rihanna, Slick Rick, Jon Batiste, Fatman Scoop, Busta Rhymes, Flavor Flav e Morrissey.

## Antecedentes
Em 21 de junho de 2024, durante a Semana de Moda de Paris, ASAP Rocky apresentou uma prévia de uma música do álbum e anunciou o lançamento para 30 de agosto.
Em 2 de agosto de 2024, Rocky revelou em uma entrevista para Zane Lowe, na Apple Music 1, detalhes sobre uma próxima música intitulada "Hood Happy", com participações de Fatman Scoop, Flavor Flav, Slick Rick, Morrissey e Busta Rhymes.
Em 22 de agosto de 2024, em uma entrevista para a capa da revista Billboard, Rocky anunciou que o álbum havia sido adiado de 30 de agosto para algum momento no outono de 2024. Mais tarde, no mesmo dia, Rocky expandiu o anúncio em seu X, explicando que problemas com liberação de samples e vazamentos foram as razões para o atraso.

## Lista de músicas
Músicas oficiais
- "Highjack" (com participação de Jessica Pratt)
- "Tailor Swif"
- "Ruby Rosary" (com participação de J. Cole)

Músicas reveladas oficialmente
- "Hood Happy" (com Slick Rick, Fatman Scoop, Busta Rhymes, Flavor Flav e Morrissey)
- "TBA" (com participação de Rihanna)

Sobras
- "D.M.B."
- "Shittin' Me" (também planejada como faixa bônus)
- "Same Problems?"
- "Riot (Rowdy Pipe'n)"